# Dhyāna
Dhyāna è un termine sanscrito (in pāli jhāna) che letteralmente significa visione, ma generalmente ha l'accezione d'un tipo di meditazione. Dalla traslitterazione di questa parola nell'ambito delle filosofie orientali derivano i termini Chan in cinese e Zen in giapponese.

## Buddhismo
Nel Buddhismo si identificano quattro fasi progressive di avanzamento nella pratica della meditazione:
1. il primo dhyāna è «la gioia estatica nata dal distacco unito all'applicazione sugli oggetti di meditazione»;
2. il secondo è «la calma interiore e l'unità della mente scevra di ogni applicazione sugli oggetti di meditazione»;
3. il terzo è lo stato in cui il meditante «dimora spassionato ed equanime, consapevole ed attento, sperimentando nel corpo la gioia»;
4. il quarto è quello in cui il meditante «deposti gioia e dolore, scomparsi antecedenti stati di letizia e di tristezza, raggiunge l'equanimità scevra di dolore e la perfetta purezza».[1]

### Saññāvedayitanirodha
Al culmine della successione dei jhāna, si trova un singolare stato noto, nei testi in lingua pāli, come saññāvedayitanirodha ("arresto di percezioni e sensazioni") ovvero nirodha-samāpatti ("ottenimento della cessazione"), dove tutte le attività mentali, sia intenzionali che subliminali, cessano, permanendo solamente processi fisiologici basilari, peraltro notevolmente attenuati in una sorta di animazione sospesa. La modalità d'accesso al nirodha non viene descritta nei testi canonici: per disporre di istruzioni pratiche si dovrà attendere l'elaborazione, in era volgare, di due importanti manuali di contemplazione, il Vimuttimagga di Upatissa e il Visuddhimagga di Buddhaghosa, dove il nirodha è oggetto di una discussione specifica. 
Secondo la trattazione del Visuddhimagga, contenuta nel capitolo XXIII, il conseguimento del nirodha necessita dell'alternanza delle forme di meditazione samatha e vipassanā, ovverosia l'ingresso nei jhāna e la loro successiva contemplazione quali prodotti condizionati (saṅkhata) che, in quanto tali, recano i tre segni caratteristici di ciò che è condizionato: impermanenza (anicca), insoddisfacenza (dukkha) e non-sé (anattā).   
Successivamente allo svolgimento di alcuni doveri preliminari (ad esempio, sincerarsi che durante la permanenza nel nirodha gli oggetti altrui non subiscano nocumento o vengano rubati), il praticante abbandona la "base del nulla", entrando in quella di "né percezione né non-percezione" (nevasaññānāsaññāyatana), dopodiché il pensiero si arresta e si consegue la cessazione - una condizione che nel Mahāvedalla-sutta per un verso la tradizione accosta alla morte, per altro verso la distingue da essa: a rendere il nirodha affine al decesso è la mancanza, peraltro temporanea, dei coefficienti del corpo (kāya–saṅkhāra), di quelli della parola (vacī-saṅkhāra) e, finalmente, di quelli mentali (citta–saṅkhāra); differisce invece dalla morte per la permanenza della facoltà vitale (āyu) e del calore corporeo (usmā), nonché per l'eccezionale chiarezza delle facoltà sensoriali: durante il nirodha, infatti, l'attività sensoriale è sospesa e i sensi possono così mantenersi limpidi, come uno specchio ben custodito, in una condizione di integrità e lucentezza, in quanto non maculati dal contatto coi rispettivi oggetti.     
Come nel quarto jhāna (e in altre circostanze, come il trovarsi sott'acqua), anche nel saññāvedayitanirodha è esplicitamente affermato dal Visuddhimagga (VIII, 209) che il processo della respirazione sia inibito. L'inibizione della respirazione nel Canone si trova affermata nel Mahāparinibbāna-sutta, nella descrizione poetica di Anuruddha degli ultimi istanti del Buddha, nonché nel Mahāsaccaka-sutta, allorché il Buddha, rievocando il proprio passato ascetico, ricorda di quando praticò quella che egli definisce "meditazione senza respiro" (appāṇakajhāna). Anche le tradizioni yogiche e jaina conoscono pratiche di sospensione del respiro: in ambito jainista, per es., l'Uttarajjhayaṇa parla di una forma di "meditazione pura" (sukkajjhāṇa) in cui il monaco si dice essere in grado, alla fine, di arrestare la respirazione.     
Il raggiungimento della cessazione, se dal punto di vista mentale si caratterizza come sospensione momentanea e reversibile dell'apparato psicologico cosciente del praticante, dal punto di vista fisico si accompagna all'invulnerabilità. L'auspicabilità di raggiungere il nirodha si deve, presumibilmente, al fatto di essere, tale stato estremo, la maggiore approssimazione possibile in vita alla liberazione finale che occorre dopo la morte di un arahant, ovvero a quella forma di nibbāna detta tecnicamente "senza residuo" (anupādisesa) a motivo dell'arresto irreversibile di tutti i khandha che definiscono la persona umana, con la conseguente cessazione di ogni sorta di esperienza. A questo punto, nulla può più essere detto del soggetto completamente estinto (parinibbuta). L'impossibilità di dire alcunché del liberato dopo la morte non autorizza tuttavia a concludere che il suo destino ultimo sia di tipo nihilistico. È ben nota la presa di distanza esplicita del buddhismo dall'ucchedadiṭṭhi, che assieme al suo opposto (sassatadiṭṭhi) costituisce in eguale misura una "visione errata" (micchādiṭṭhi) che l'adepto buddhista è chiamato a riconoscere come tale e ad allontanarsene in favore di una visione equidistante tanto dall'eternalismo quanto dal nihilismo.       

## Induismo
Nella filosofia dello Yoga, Dhyāna è il settimo degli otto passi descritti dal saggio Patañjali per raggiungere l'unione con Dio. La meditazione è il passo immediatamente precedente al Samādhi, ovvero l'unione del meditante con l'oggetto meditato, l'unione dell'anima individuale con l'Anima universale.
Al Dhyāna Yoga (l'unione con Dio attraverso la meditazione intensa) è dedicato il sesto capitolo del Bhagavad Gita.
Jangama dhyana è un'antica tecnica di meditazione impiegata per il raggiungimento del samādhi e la realizzazione del Sé. Oggi l'iniziazione alla tecnica è impartita da Shri Shivarudra Balayogi Maharaj.

## Sant Mat
Nella Sant Mat il dhyan è una delle tre pratiche fondamentali e consiste di una forma di meditazione atta a vedere la Luce Interiore.
È accompagnata dal simran o ripetizione del mantra ottenuto all'iniziazione e precede il Samādhi. Si stabilisce lo stato del Dhyan quando l'attenzione si focalizza completamente sul terzo occhio.